# ラッキースケベ
ラッキースケベ (lucky sukebe) とは、日本の少年漫画や少年向けアニメなどにおいて、平凡な主人公の少年が偶然、女性の素肌に触れてしまったり、見てはいけない箇所が見えてしまったりするスケベな出来事を、現実世界から見て端的に表現した語句。

## 概要
サイバードのウェブマガジン「numan」によれば、ラッキースケベに遭う者が「もともとがスケベすぎる性格だとラッキースケベとは呼ばれない」とされており、自分から求めた結果を指しているわけではない。また、少女漫画では滅多に起こり得ず、BL漫画では起こり得るという。現実世界にて用いられた最初の例は不明であるが、架空世界にて用いられた最初の例は2004年放送のテレビアニメ『機動戦士ガンダムSEED DESTINY』であるという。
今日では個人が該当シーンを紹介する際に用いられるだけでなく、作品が公的に紹介されるインターネットのニュースサイトでも用いられる例、ラ行変格活用のように用いられる例、企業による一般向け作品や成人向け作品のタイトル名に用いられる例、セクハラの形容詞として用いられる例、ラブコメにおける体質として用いられる例、コスプレイヤーやグラビアアイドルの艶姿を紹介する際の形容詞として用いられる例もあるなど、散見されるようになっている。また、2016年の漫画『ゆらぎ荘の幽奈さん』のキャラクター表現を巡る論争では弁護士やジャーナリストの私見に用いられており、それが引用される形での報道もされている（詳細はゆらぎ荘の幽奈さん#論争を参照）。さらに、その1人である弁護士の太田啓子には、2020年にも「仮にアクシデントであっても、女性が意に反して裸や下着を見られてしまうというのは、性被害です」「性被害を『エロいシーン』として描くというのは、性被害の認識を矮小化させる描き方です」と酷評されているほか、同年12月の配信ドラマ『快感インストール』における「ラッキースケベ」も、「同意のない性的接触を娯楽として誰でも見られる媒体で発信することは、現実の性暴力被害を軽視する感覚を形成、助長することに繋がりかねない」と酷評されている。